# جولیا لی (نوازنده)
جولیا لی (انگلیسی: Julia Lee؛ ۳۱ اکتبر ۱۹۰۲
boonville، میزوری، ایالات متحده آمریکا – ۸ دسامبر ۱۹۵۸
 san diego، کالیفرنیا، united states) یک موسیقی‌دان اهل ایالات متحده آمریکا بود. 